# Hexatoma (Eriocera) multiguttula
Hexatoma (Eriocera) multiguttula is een tweevleugelige uit de familie steltmuggen (Limoniidae). De soort komt voor in het Neotropisch gebied.